# Soziolekt
Als Soziolekte oder Gruppensprachen werden in der Soziolinguistik Sprachvarianten bezeichnet, die von sozial definierten Gruppen verwendet werden. Soziolekte unterscheiden sich von der Standardsprache u. a. dadurch, dass sie in der Regel nur innerhalb der jeweiligen Gruppe verwendet werden und oft nur in dieser Gruppe verständlich sind.
Die Soziolinguistik prägte das Fachwort „Soziolekt“ in Analogie zu Dialekt und Regiolekt. Im Gegensatz zu diesen, die regionale Varietäten einer Sprache sind, sind Soziolekte soziale Varietäten einer Sprache.
Soziolekte können sich ähnlich wie Dialekte auf allen sprachlichen Ebenen (Phonologie, Morphologie, Syntax, Semantik, Lexikon) von der Standardsprache unterscheiden.

## Problematik der Definition
Der Terminus „Soziolekt“ ist in der Literatur uneinheitlich definiert. In den Anfängen der Soziolinguistik in den 1960er Jahren wurden Soziolekte eher eng definiert und nur als die Sprachvarianten verschiedener sozialer Schichten (Oberschichtsprache, Unterschichtsprache) gesehen. Einige Soziolinguisten gehen noch einen Schritt weiter und werten nur die sozialen Varietäten als Soziolekte, die mit einem Prestige oder Stigma behaftet sind. Hier ist also für die Definition nicht entscheidend, dass eine Gesellschaftsschicht eine erkennbare Variante der Sprache spricht, sondern dass diese Variante positiv oder negativ bewertet wird („vulgäre Sprache“). Berufs- und Fachsprachen gehören nach dieser engen Definition nicht zu den Soziolekten, sondern zu den funktionalen Varietäten einer Sprache (Funktiolekten), oder sie werden unter dem Terminus „Professiolekte“ zusammengefasst.
Weite Definitionen des Soziolekts betrachten alle Varietäten einer Sprache als Soziolekt, die nicht ausdrücklich regional sind (d. h. keine Dialekte bzw. Regiolekte sind). Das wären neben der Sprache sozialer Schichten auch Berufs- und Fachsprachen sowie Sondersprachen wie Jugendsprache, Sprachen von Hobbygruppen oder Gaunersprache. In einigen weiten Definitionen des Soziolekts bzw. der Gruppensprache wird auch die Standardsprache nur als eine Varietät der betreffenden Sprache gesehen, und zwar als die prestigeträchtige, die in der Regel durch Behörden, Presse und Bildungseinrichtungen verwendet wird. Nach dieser Definition sind dann alle anderen Teilsprachen Gruppensprachen oder Soziolekte. Es gibt Regiolekte, die zugleich Aspekte von Soziolekten haben, wie das Cockney, das in London von unteren Schichten gesprochen wird.
In der neueren Soziolinguistik spielt der Begriff „Soziolekt“ nur noch eine geringe Rolle; man spricht stattdessen von Varietäten einer Sprache bzw. Sprachvariation.

## Verwandte Begriffe
Im Zusammenhang mit Sprachvariation werden neben „Soziolekt“ weitere Begriffe verwendet, die sich ganz oder nur teilweise mit „Soziolekt“ überschneiden. In der englischsprachigen Soziolinguistik wird häufig statt von „Soziolekt“ von social dialect („Sozialdialekt“) gesprochen, wobei hier dasselbe gemeint ist. Auf den Soziolinguisten Basil Bernstein geht der englische Terminus code („Kode“) zurück. Dieser Ausdruck sollte vor allem nicht mit der weiten Definition von „Soziolekt“ gleichgesetzt werden, denn „Kode“ bezieht sich lediglich auf schichtspezifisches Sprachverhalten.
Im Umfeld von Soziolekt und Sprachvariation findet man außerdem noch die Begriffe „Diastrat“ und diastratisch; häufig werden „Diastrat“ und „Soziolekt“ gleichgesetzt. Allerdings ist auch die Definition von „Diastrat“ unscharf, je nach Autor wird unter der diastratischen Dimension der Bereich aller sozialen Schichten, Berufe, Religionsgruppen usw. gesehen oder es wird auf soziale oder soziokulturelle Schichten eingeschränkt.

## Klassifikation von Gruppensprachen und Beispiele
Geht man von einem weiten Soziolekt-Begriff aus, kann man Soziolekte oder Gruppensprachen in weitere Klassen unterteilen. Anhand des Anlasses zur Gruppenbildung kann man die folgenden Klassen von Soziolekten unterscheiden:
- Fachsprache
- Sondersprache

Die Fachsprache ist vor allem durch die Verwendung von Fachvokabular gekennzeichnet; in der Regel ist sie durch berufsständische Statuten, Fachliteratur u. ä. verschriftlicht. Für Sprecher der Fachsprache steht eine Sachorientierung eher im Vordergrund. Die Sondersprachen wie z. B. Jugend- oder Gaunersprachen liegen fast ausschließlich mündlich vor. Für ihre Sprecher stehen soziale Aspekte im Vordergrund; die Verwendung der Sondersprache ist für die Gruppe gemeinschaftsstiftend.
Nicht immer lassen sich Fach- und Sondersprachen scharf trennen, sondern es finden sich auch Mischformen aus Fach- und Sondersprachen, die im Verlauf der Kulturgeschichte entstanden. Ein Beispiel dafür ist die Sprache der Jäger, die einerseits über eine Fachsprache verfügt, die dem Austausch von Fachwissen innerhalb der Gruppe dient, andererseits aber auch zur Abgrenzung der Gruppe gegenüber Außenstehenden dient. Ähnliches gilt für die Handwerkersprache, die zugleich Fachsprache und die Sprache der Gemeinschaft der Handwerker ist. Es ist unbestritten, dass gemeinsames Fachwissen und Versprachlichung auch gruppenstiftend wirken. Unter dem Begriff der „Berufssprache“ lassen sich deshalb Fach- und Sondersprache zusammenfassen.
Neben Fach- und Sondersprachen lassen sich Gruppensprachen von Parteien, Religionsgemeinschaften, politischen Gruppierungen und ähnlichem als dritten Typ von Gruppensprache auffassen. Bei den Gruppen steht die Gruppenstabilität im Vordergrund, jedoch mit dem Ziel der Vermehrung der Gruppenmitglieder durch Öffentlichkeitsarbeit. Sprache dient hier dem unmittelbaren Kontakt zwischen Gruppenrepräsentanten und Interessierten.
Andere Klassifikationen der Soziolekte unterscheiden zwischen schichtspezifischen Gruppensprachen, berufsbedingten Gruppensprachen und Sondersprachen als den eigentlichen Soziolekten.

### Schichtspezifische Gruppensprachen
In der Soziolinguistik sind schichtspezifische Gruppensprachen genauer erforscht und in ihren sozialen Funktionen und sprachlichen Eigenarten genauer beschrieben worden. Im englischen Sprachraum ist eine Studie von William Labov zu Soziolekten in Harlem bahnbrechend. Im deutschen Sprachraum gibt es u. a. Untersuchungen zum Ruhrdeutsch, einem Soziolekt vor allem der Arbeiterklasse des Ruhrgebiets. Soziolekte der Oberschicht sind etwa das Oxford English oder das Schönbrunner Deutsch.

### Berufsbedingte Gruppensprachen
Zu den berufsbedingten Gruppensprachen werden Berufs-, Fach-, Standes- und Wissenschaftssprachen gezählt. Dazu zählen auch Berufssprachen wie die Bergmannssprache, die Druckersprache, das Juristendeutsch oder die Seemannssprache.

### Sondersprachen
Zu den (nicht berufsbedingten) Sondersprachen gehören altersbedingte Soziolekte wie Kindersprache, Schüler-, Jugend- und Studentensprachen. Gruppensprachen wie Sport- oder Hobbysprachen (z. B. Computerspieler-Jargon) werden von ihren Sprechern nicht ständig verwendet, sondern nur in bestimmten Zusammenhängen in der Freizeit. Auch die Verwendung der Gefängnissprache ist auf einen bestimmten Zeitraum beschränkt, weshalb diese Sondersprachen auch unter „transitorisch“ und „temporär“ zusammengefasst werden.
Schließlich zählen zu den Sondersprachen auch noch Varietäten, deren Sprecher eine feste gesellschaftliche Gruppe bilden. Beispiele sind die Gaunersprache oder das Jenisch der Fahrenden. Im deutschen Sprachraum ist vor allem das Rotwelsch bekannt, ein Sammelbegriff für sondersprachliche Soziolekte gesellschaftlicher Randgruppen auf der Basis des Deutschen, was besonders von Händlern und fahrendem Volk verwendet wird. Regionale Varianten oder regionale Ableger des Rotwelsch sind z. B. das Manisch in Gießen, Marburg, Wetzlar und Bad Berleburg, das Masematte in Münster oder das Pleißne in Burladingen. Im französischen Sprachraum kennt man als Gaunersprache das Argot.
Von einigen Autoren werden auch Frauen- und Männersprachen als Soziolekte genannt.

## Soziolekt und Defizithypothese
In der Soziolinguistik der 1960er und 70er Jahre lag der Schwerpunkt der Soziolinguistik auf der Erforschung des Prestiges von Sprachvarianten verschiedener Gesellschaftsschichten. Der Fokus der Forscher lag auf den Sprachvarietäten der (unteren) Gesellschaftsschichten, die zusätzlich noch mit einem Stigma behaftet waren. Hauptfragen waren dabei, ob die Verwendung von Soziolekten eine Sprachbarriere darstellt, durch die Angehörige niedriger gesellschaftlicher Schichten am gesellschaftlichen Aufstieg gehindert werden. Zentral für diesen Ansatz war die Defizithypothese von Basil Bernstein, dass Angehörige von Unterschichten einen restringierten Code verwenden, im Gegensatz zu Angehörigen der Oberschicht, die über einen elaborierten Code verfügen.
Kritik erfuhr Bernsteins Hypothese von Seiten der US-amerikanischen Soziolinguistik der 1970er Jahre, allen voran von William Labov. So konnte Labov aufgrund einer empirischen Studie des Non-Standard-Englisch der afroamerikanischen Bevölkerung in den USA nachweisen, dass diese Englischvarietät weder restringiert noch defizitär war.